# Chabiba Islamiya
La Chabiba islamiya (Jeunesse islamique) était la principale organisation islamiste clandestine marocaine des années 1970-1980, fondée vers 1969-1970 par Abdelkrim Moutiî. Elle a combattu avec violence les mouvements de gauche, à l'époque notamment très bien implantés sur les campus universitaires, et a bénéficié dans ce combat de la bienveillance, et peut-être du soutien actif, du pouvoir marocain. Ses anciens militants se retrouvent aujourd'hui aussi bien dans les cercles dirigeants du parti islamiste légaliste, le Parti de la justice et du développement, notamment son secrétaire général Abdelillah Benkirane et le chef de son groupe parlementaire El Mostafa Ramid, que dans des organisations terroristes clandestines comme le Groupe islamique combattant marocain, lié à Al-Qaïda.

## L'assassinat d'Omar Benjelloun
Son action la plus mémorable fut l'assassinat à l'arme blanche (machette et poignard) le 18 décembre 1975 d'un des dirigeants de l'Union socialiste des forces populaires, Omar Benjelloun, mais elle serait également responsable de l'assassinat d'Abderrahim Menioui, membre du secrétariat politique du Parti du progrès et du socialisme (PPS, le parti communiste marocain). 
À l'époque, le pouvoir marocain a, de l'avis de nombreux observateurs, utilisé cette organisation pour lutter en sous-main contre les militants de gauche,
"(…) la Chabiba islamia, du triste Abdelkrim Moutiî, sous-traitant de l’assassinat de Omar Benjelloun, au milieu des années 1970, sous la bienveillance commanditaire de ces mêmes corps constitués qui se posent aujourd’hui en rempart protecteur de la sécurité de l’État et des citoyens (…) Sans vouloir raviver d’anciens démons que l’on a crus exorcisés, un bref rafraîchissement des mémoires nous rappelle que le phénomène islamiste au Maroc a été, à une certaine époque, l’émanation des pouvoirs publics, pour endiguer l’ancienne opposition. La sorcellerie a échappé aux sorciers. Ce que l’on croyait manipulable à volonté est devenu incontrôlable. Il a fini par avoir les yeux rivés sur le pouvoir, plus gros que le ventre."
En mars 2005 le quotidien pro-saoudien Asharq al-Awsat publie une lettre signée en 1988 par sept anciens de la Chabiba dans laquelle ils désignent clairement Moutiî comme l'instigateur de l'assassinat de Benjelloun.
Le 8 octobre 1999, un communiqué de la Chabiba Islamiya, envoyé depuis la Norvège et publié par l’hebdomadaire Al Hayat El Yaoumia, affirme qu'Abdelkrim Al Khatib, en 1975 secrétaire général et fondateur du Mouvement populaire constitutionnel et démocratique (MPCD), devenu en 1998 Parti de la justice et du développement (PJD, islamiste légaliste), aurait hébergé dans sa ferme Abdelaziz Noâmani, un des exécutants, après l'assassinat de Benjelloun. El Khatib dépose une plainte en diffamation, jugeant utile de préciser dans une interview au quotidien Asharq al-Awsat ne pas avoir connu Noâmani, ne pas avoir participé à cet assassinat, mais aussi ne pas avoir coopéré avec le ministre de l’Intérieur de l'époque, Driss Basri, pour mettre face-à-face les islamistes et la gauche.
Réfugié en Arabie saoudite en 1975, Abdelkrim Moutiî aurait été impliqué en novembre 1979 dans l'attaque de la Grande Mosquée de La Mecque par un groupe de fondamentalistes saoudiens, marocains et tunisiens, et aurait dû quitter ce pays.

## Le courant légaliste
En 1982, Abdelillah Benkirane, militant de la Chabiba de 1976 à 1980, et d'autres anciens de la Chabiba qui n'étaient pas partis en exil, mettent sur pied l'association Jama’a al Islamiya (Communauté islamique), qui abandonne la clandestinité et devient en 1992 Al Islah wa Attajdid (Réforme et renouveau) puis, fin 1996, Al Islah wa Attawhid (Réforme et unicité, également connu dans les médias francophones sous la dénomination MUR, Mouvement de l’unité et de la réforme). Avec d'autres organisations islamistes ayant choisi la légalité (au contraire d'Al Adl Wal Ihsane de Cheikh Yassine), Al Islah rejoint un parti existant (afin de contourner la législation sur l'agréation des nouveaux partis), le Mouvement populaire constitutionnel et démocratique (MPCD), qui se mue en 1998 en Parti de la justice et du développement (PJD, islamiste légaliste). Benkirane devient député du PJD en 2007, puis en est élu secrétaire général en 2008.

## Le courant clandestin
"(La Chabiba islamiya) avait deux branches : une pour la prédication, l’autre pour la lutte armée dirigée par Abdelaziz Nouamani. En 1981, Moutiî créa sa propre structure, la « Faction combattante ». En 1984, Nouamani créa à son tour une nouvelle structure, « l’Organisation des combattants marocains ». La Faction combattante échoua en 1983 et 1984 à procéder à deux attentats, et Moutiî parut renoncer définitivement à la violence. De son côté, à la suite du retrait de la scène de Nouamini en 1984, l’Organisation des combattants marocains cessa ses activités. D’anciens militants de la Shabiba Islamiya s’en allèrent pour l’Europe à partir de 1993."
En 2004, Moutiî annonce depuis sa retraite en Libye la transformation de la Chabiba islamiya en Haraka al islamiya al Maghribia ("Mouvement islamique marocain").

## Membres connus
- Abdelkrim Moutiî, no 1 de l'organisation, né en 1935 à Ben Ahmed, réfugié en Arabie saoudite en 1975, vit en Libye depuis 2004[9]
- Ibrahim Kamal, no 2 de l'organisation, acquitté en 1980, il aurait livré à l'époque les noms de plusieurs responsables sécuritaires et politiques de l'époque, accusés d'avoir “travaillé avec les islamistes pour casser la gauche marocaine, très puissante dans les années 1960-1970”; plus récemment il est devenu membre d'honneur du Parti al badil al hadari[9], un parti islamiste légaliste et modéré lié à l'extrême gauche, dissous par le gouvernement le 20 février 2008 après les arrestations du « réseau Belliraj »[10]
- Abdelaziz Noâmani, chef de la branche armée, impliqué dans l'assassinat d'Omar Benjelloun, brièvement arrêté, puis relâché, en 1977, fonde en 1983 l'éphémère Organisation des combattants marocains[9])
- Saâd Ahmed et Khazzar Mustapha, condamnés pour l'assassinat d'Omar Benjelloun à la peine capitale, commuée en 1994 en prison à perpétuité, et finalement graciés par le Roi Mohammed VI le 7 janvier 2004[1],[9]
- Belkacem Hakimi, condamné à mort en 1985 pour atteinte à la sécurité intérieure de l’État (accusé de trafic d’armes entre le Maroc et l’Algérie), peine commuée en détention perpétuelle en 1994, un des 33 graciés du 7 janvier 2004[11],[12]
- El Mostafa Ramid, ministre de la justice et des libertés depuis 2011,  militant de la Chabiba de 1973 à 1978[13], depuis 1997 député et chef du groupe parlementaire du Mouvement populaire constitutionnel et démocratique (MPCD), devenu en 1998 PJD
- Abdelillah Benkirane, ancien premier ministre du gouvernement (2011-2017), député depuis 1997 et secrétaire général depuis 2008 du PJD
- Kebir Bencheikh, militant de la Chabiba, a émigré en Belgique où, tout en exerçant diverses responsabilités au sein d'organisations musulmanes comme le Conseil supérieur des Musulmans (non reconnu par l'État belge), puis l'Assemblée générale des Musulmans de Belgique (élue en 1998, suscitée et reconnue par l'État belge), et militant actif contre la réforme de la moudawana[14]. Il a milité au sein du Parti réformateur libéral, pour être finalement élu en octobre 2006 conseiller communal à Evere sous la bannière du Centre démocrate humaniste[15]. Depuis 2004, il est administrateur chargé de la gestion journalière de l'École islamique Al Ghazali, l'unique école musulmane à Bruxelles[16].
- Abderrahim Mouhtad, ancien responsable de l'achat des armes.

## Sources
1. 1 2  Noureddine Jouhari, Libération des assassins du dirigeant socialiste Omar Benjelloun. Un mort qui a la vie dure, Maroc Hebdo no 588, 16 janvier 2004, version pdf
2. 1 2  Okacha Ben Elmostafa, Les mouvements islamistes au Maroc : leurs modes d'action et d'organisation,  L'Harmattan, 2007,  (ISBN 2-296-02541-2),  (ISBN 978-2-296-02541-7), e.a. p. 37-38
3. ↑  extrait de: Abdellatif Mansour, La bande à Belliraj. L'armée prend les choses en main, Maroc Hebdo no 781, 27 février 2008 - version pdf
4. ↑  Le Mouvement islamique s’en prend à “Achark Al Awsat”, La Gazette du Maroc, no 410, 7 mars 2005
5. 1 2  Abdellatif El Azizi, Qui a tué Omar Benjelloun ?, Maroc Hebdo no 456, 16 mars 2001, version pdf
6. ↑  Mohamed Tozy, Qui sont les islamistes au Maroc ?, Le Monde diplomatique, août 1999
7. ↑  aussi transcrit Noâmani, el-Naamani ou Enumani, parfois avec Abdulaziz pour transcription du prénom
8. ↑  Jean-Luc Marret, Les réseaux jihadistes marocains : entre devenir politique du Maroc et Europe, Fondation pour la recherche stratégique, 20 octobre 2005
9. 1 2 3 4 5  Abdellatif El Azizi, Abdelkrim Motiî. Le dernier des exilés, Tel Quel, no 264, 10 mars 2007
10. ↑  Narjis Rerhaye, Sur fond de terrorisme, coup de tonnerre dans le paysage politique, Libération (Maroc), 20 février 2008
11. ↑  interview pendant sa détention : Taïeb Chadi, Le temps du repli, Maroc Hebdo International, no 411, 24 mars 2000, version pdf
12. ↑  interview après sa libération : Yann Barte, Témoignage : Au quartier B des condamnés à mort, Tel Quel, no 116, mars 2004
13. ↑  Pascal Airault, Mostafa Ramid, le Janus du PJD, Jeune Afrique, 7 septembre 2008
14. ↑  La campagne en Belgique contre le Plan d'action national pour l'intégration des femmes au développement, février 2000
15. ↑  Fabrice Voogt et Hugues Dorzée, Le « stemblok » à la manière CDH, Le Soir 13 octobre 2006
16. ↑  Asbl Enseignement confessionnel islamique en Belgique (ancienne dénomination: École islamique Al Ghazali), annexes au Moniteur belge, 17 décembre 2004, n° d'entreprise 443.359.383